# Во, Нги
Нги Во (англ. Nghi Vo) — американская писательница в жанре фэнтези. Её повесть «Императрица Соли и Жребия» получила премию «Хьюго» и премию Кроуфорда.

## Биография
Родилась в Пеории, штат Иллинойс, где жила до поступления в колледж при Иллинойсском университете в Урбане-Шампейне. В 2007 году переехала в Милуоки и с тех пор живет на берегу озера Мичиган. Относит себя к квир-персонам.
Первой публикацией стал рассказ «Gift of Flight» в 2007 году. В 2020 году опубликовала повесть «Императрица Соли и Жребия», которая была удостоена премии «Хьюго», а в 2021 получила премию Кроуфорда, также была номинирована на «Локус» и Ignyte Awards.
В 2021 году издала дебютный роман «Избранные и прекрасные», представляющий собой квир-фэнтези-ретеллинг романа «Великий Гэтсби»: персонаж Джордан Бейкер предстаёт в образе женщины вьетнамского происхождения, которую в детстве увезли в Луисвилл и воспитали в богатой белой американской семье. Второй роман «Siren Queen», вышедший в 2022 году, — городское фэнтези. Действие происходит в Голливуде до времен кодекса Хейса.
В 2024 году повесть Mammoths at the Gates была номинирована на Всемирную премию фэнтези.

### Цикл повестей «Поющие холмы»
- 2020 — Императрица Соли и Жребия (англ. The Empress of Salt and Fortune)
- 2020 — Когда тигр спустился с горы (англ. When the Tiger Came Down the Mountain)
- 2022 — Into the Riverlands
- 2023 — Mammoths at the Gates
- 2024 — The Brides of High Hill

### Романы
- 2021 — Избранные и прекрасные (англ. The Chosen and the Beautiful )
- 2022 — Siren Queen
- 2024 — The City in Glass